# Les Sables-d'Olonne
Les Sables-d'Olonne is een gemeente in het Franse departement Vendée (regio Pays de la Loire). De gemeente telde 48.740 inwoners op 1 januari 2022. De plaats maakt deel uit van het arrondissement Les Sables-d'Olonne. Op 1 januari 2019 werden de per die datum opgeheven gemeenten Château-d'Olonne en Olonne-sur-Mer toegevoegd aan Les Sables-d'Olonne.
De plaats is ontstaan als een handels- en vissershaven. Later werd het toerisme belangrijk met een jachthaven en een promenade langs het strand.

## Geografie
De oppervlakte van Les Sables-d'Olonne bedroeg op 1 januari 2022 86,07 vierkante kilometer; de bevolkingsdichtheid was toen 566,3 inwoners per km².
De onderstaande kaart toont de ligging van Les Sables-d'Olonne met de belangrijkste infrastructuur en aangrenzende gemeenten.

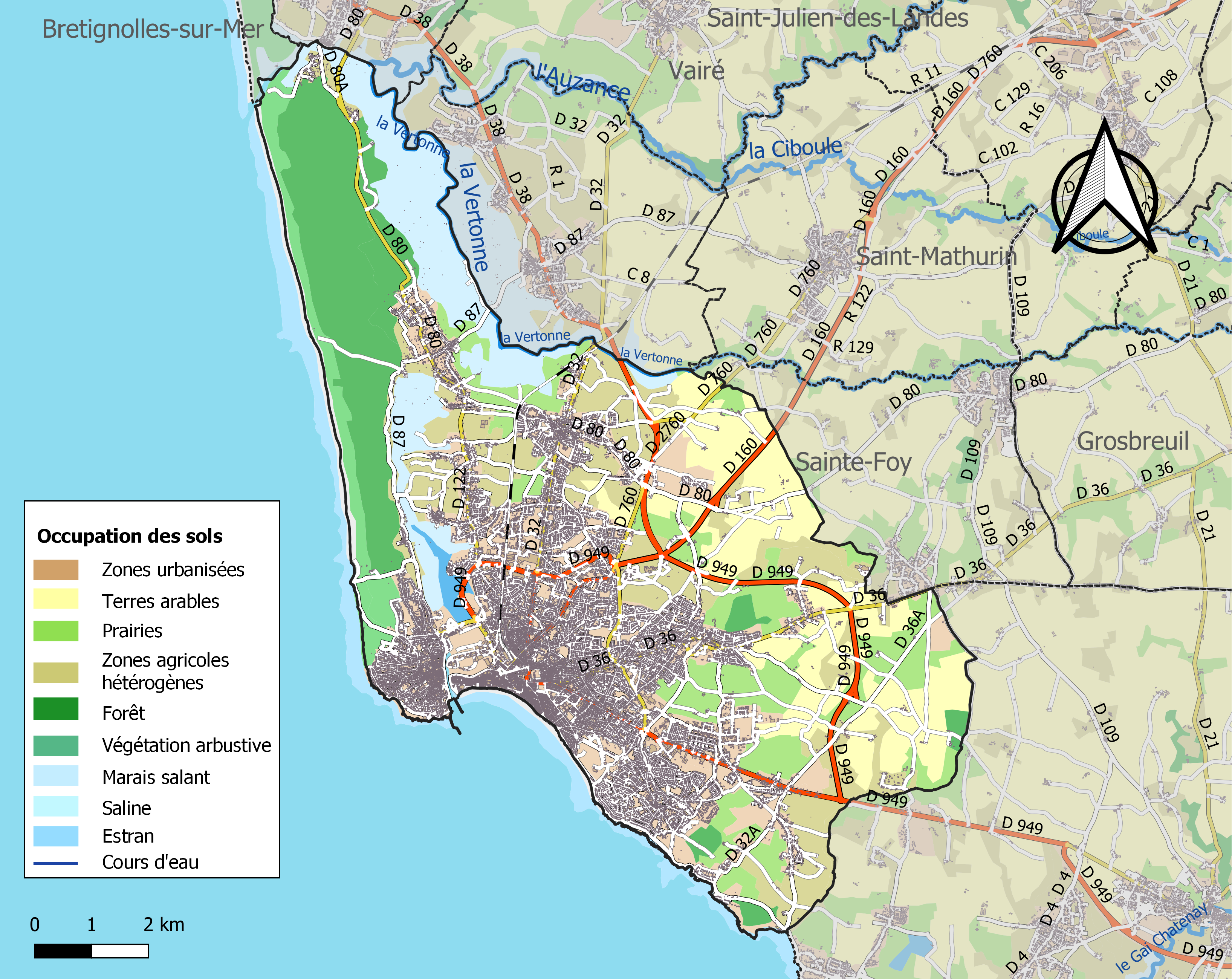

## Demografie
Onderstaande figuur toont het verloop van het inwonertal (bron: INSEE-tellingen).

## Geschiedenis
De naam Olona is van Keltische oorsprong. De haven werd al aangedaan door de Feniciërs en werd later een belangrijke haven voor de Romeinen, waar zout, graan en wijn werd verscheept. Vanaf de 7e eeuw werd rond de plaats zout gewonnen, wat bijdroeg tot de welvaart van Olonne. Door het dichtslibben van de toegang tot de zee verplaatste de haven zich van het binnenland naar de kust, naar de plaats Les Sables. In de 17e eeuw was het een van de belangrijkste Franse havens voor de kabeljauwvangst. Tegen de 19e eeuw was de plaats economisch grotendeels tot stilstand gekomen. Dit veranderde door de opkomst van het toerisme in de tweede helft van de 19e eeuw. Er werden een promenade en een jachthaven aangelegd.

## Bezienswaardigheden
La Chaume, van oorsprong een rotseiland, is de oude wijk van de vissers en zeelui met lage, gekleurde huizen en kronkelende straten.
In de stad is het museum Musée de l'Abbaye Sainte-Croix gevestigd, waar moderne en hedendaagse kunst te vinden is. Twee kunstenaars hebben een aanzienlijk deel van het werk dat er te vinden is op hun naam staan: Gaston Chaissac en Victor Brauner.
De tour d'Arundel is een overblijfsel van het 15e-eeuwse kasteel Saint-Clair, dat de ingang van de haven bewaakte. In 1855 werd de 33 meter hoge toren omgevormd tot vuurtoren. In de toren is het Musée de la Mer gevestigd.
De Église Notre-Dame-de-Bon-Port werd gebouwd in de 17e eeuw en bevat ex voto's van schippers.
Vanaf de tweede helft van de 19e eeuw werden luxueuze vakantieverblijven gebouwd. Bezienswaardig zijn de Villa Mirasol (1914), het Palazzo Clementina (1919), de Villa La Rafale (1921). In de Quartier de l'île Penotte zijn sinds 1997 fresco's met schelpen aangebracht door Danièle Arnaud-Aubin.

## Verkeer

### Trein
Het kopstation Les Sables-d'Olonne wordt sinds 2008 bediend door dagelijks twee à drie TGV-treinen vanuit Parijs-Montparnasse en door regionale TER-treinen vanuit Nantes - La Roche-sur-Yon. Op toeristische dagen is er ook een strandtrein vanuit Saumur.

### Bus
Oléane is de naam van het busnetwerk in de agglomeratie van Les Sables d'Olonne.

### Veren
Over de havengeul zijn er op twee plaatsen veerboten.

### Fiets
Grotendeels langs de kust loopt de Europese fietsroute EuroVelo 1 - Atlantische Kustroute, die op het Franse deel Vélodyssée wordt genoemd.

## Sport
Om de vier jaar start de Vendée Globe, een non-stop zeilbotenrace rond de wereld, in Les Sables-d'Olonne.
Les Sables-d'Olonne was zestien keer etappeplaats in de wielerkoers Ronde van Frankrijk. De Luxemburger Nicolas Frantz won er maar liefst drie keer. De Italiaan Mario Cipollini was in 1993 de voorlopig laatste ritwinnaar in Les Sables-d'Olonne.

## Varia
- In de debuutroman De wereld als markt en strijd (1994) van de Franse schrijver Michel Houellebecq brengt de dertigjarige hoofdpersoon tweemaal een bezoek aan Les Sables-d'Olonne, waar hij als kind meerdere vakanties doorbracht. De eerste keer loopt hij er verloren rond en bekijkt er een vakantieappartementencomplex, 'Het Kapersnest' genoemd. De tweede keer neemt hij een collega mee naar een discotheek, 'De Aanloophaven', waar hij hem aanspoort een jonge vrouw te vermoorden die hem eerder heeft afgewezen. De collega twijfelt, maar doet het toch niet.[3]

## Geboren in Les Sables-d'Olonne
- François L'Olonnais (1630-1668), piraat
- Bryan Nauleau (1988), wielrenner

Château-d'Olonne · Olonne-sur-Mer · Les Sables-d'Olonne